# چشم‌های زیبا
چشم‌های زیبا (به انگلیسی: Beautiful Eyes) آلبومی از هنرمند اهل ایالات متحده آمریکا تیلور سوئیفت است که در سال ۲۰۰۸ میلادی منتشر شد.